# Miss Independent
«Miss Independent» es uno de los sencillos con mayor éxito de la cantante Kelly Clarkson, escrito por la también cantante Christina Aguilera. La pista fue pensada inicialmente para el cuarto álbum de Aguilera, Stripped (2002), pero fue más tarde dada a Clarkson cuando la canción se quedó sin terminar en el momento del desarrollo de Stripped. Es el segundo sencillo de su Álbum debut Thankful. Obtuvo ventas superiores a 830 000 unidades y logró colocarse en la posición 1 en la lista de Estados Unidos Pop 100 y 9 en la lista del mismo país Hot 100. Triunfó en los países de habla inglesa.
"Miss Independent" es una canción pop rock con influencias de R & B. Se habla de una historia de una mujer independiente que finalmente se permite a sí misma bajar sus barreras emocionales y de comunicación para enamorarse. Su tema de la autosuficiencia sirvió más tarde como modelo para las versiones posteriores de Clarkson. La canción en general, recibió la respuesta positiva por parte de los críticos de música.
La canción se convirtió en un éxito comercial, que ayudó en la presentación de Clarkson como "girl next door" para el público y contribuyó en la eliminación de su personaje de "American Idol".
En los Estados Unidos alcanzó el puesto número 1 en la lista Billboard Pop Songs y el número 9 en el Billboard Hot 100. También alcanzó la posición diez en Australia, Canadá, los Países Bajos y el Reino Unido. Con el tiempo fue certificado Oro por la Asociación de la Industria Discográfica de América (RIAA) y la Asociación de la Industria Discográfica de Australia (ARIA) y fue nominado Mejor Interpretación Vocal Pop Femenina en los Premios Grammy 46ª en 2004. El vídeo musical de la canción fue dirigido por Liz Friedlander, y Clarkson se le destacada cantando en una fiesta.

## Antecedentes y lanzamiento

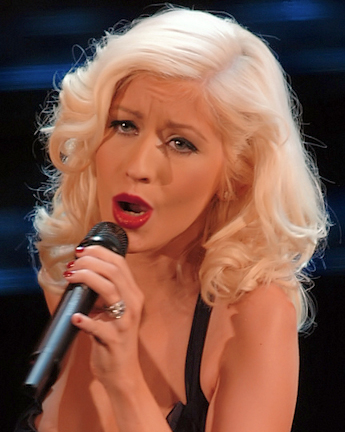
La canción estaba originalmente destinada a Christina Aguilera, pero pasó a Clarkson sin el conocimiento de ninguna de las cantantes.

El productor discográfico estadounidense Rhett Lawrence ofreció por primera vez la canción  "Miss Independent" al trío estadounidense de R&B Destiny's Child que más tarde rechazó la oferta para grabar la canción. Lawrence entonces empezó a colaborar con Christina Aguilera y Matt Morris para grabarla en el cuarto álbum de estudio de Aguilera, Stripped (2002), como "Miss Independent". Aguilera finalmente decidió no incluirlo para el álbum, dejándolo a medio terminar. Lawrence, entonces director de Simon Fuller de Clarkson y mánager de la música Clive Davis, sugirió que Clarkson contribuya con la letra de la canción, y el registro por su álbum debut Thankful (2003). Uno de los gerentes de Clarkson a & R, Keith Naftaly, sugirió ponerle por título como "Miss Independent". La canción fue lanzada por RCA Records el 10 de abril de 2003, diez días antes del lanzamiento de Thankful. 
En una entrevista en Total Request Live, Aguilera reveló que después de escuchar la versión de Clarkson de la pista, se molestó que RCA, que era también su sello discográfico, decidió liberarlo sin su permiso - sin embargo ella también elogió la interpretación vocal de Clarkson. Ella dijo Clarkson en vivo si la canción se la darían a cualquiera me alegro de que fue a usted porque usted le dio la justicia." En 2010, Clarkson dijo al Daily Bournemouth Echo que "tuve que discutir con la discográfica hasta el punto de llorar, literalmente, para conseguir "miss Independent" en el álbum, y luego lanzaron como mi primer sencillo y fue un éxito".

## Versiones
- Main Edit
- Radio Edit
- Junior Vásquez Earth Club Mix
- Junior Vásquez Rock Club Mix
- Junior Vásquez Tribal Club Mix
- Junior Vásquez Mixshow
- Hani Num Club Mix
- Hani Num Dub Mix
- Hani Num Mix Edit
- Shanghai Surprise Club Mix
- Shanghai Surprise Radio Mix
- MaUVe Vocal Mix
- MaUVe Vocal Mix Edit
- MaUVE Vocal Dub
- Mashup
- Miss Independent tribute Christina Aguilera's Mix

- Datos: Q2000825